# Metaleptyphantes clavator
Metaleptyphantes clavator là một loài nhện trong họ Linyphiidae.
Loài này thuộc chi Metaleptyphantes. Metaleptyphantes clavator được George Hazelwood Locket miêu tả năm 1968.